# Puskás Tibor
Puskás Tibor (Magyaróvár, 1920. június 19. – 1986. december 30.) magyar színész.

## Élete
1920 nyarán született Mézes Tibor néven a Moson vármegyei Magyaróváron. Puskás Gyula borbélymester nevelte fel, akihez anyja a gyermek nyolc éves korában ment feleségül. Lakner bácsi gyermekszínészeként a Pesti, a Bethlen téri, illetve a Belvárosi Színházban, a Vígszínház kamaraszínházában kezdett szerepelni. Fiatalkorában több sportágban is szép eredményeket ért el.
1941-ben a Hunyady Sándor Nyári Zápor című darabjában mutatott sikeres alakítását követően a Vígszínház állandó tagjai közé szerződtette. 1941-től Kardoss Géza debreceni társulatának, 1942-től a Madách Színháznak volt tagja. A második világháborúban, 1942 nyarán a keleti fronton sorkatonai szolgálatot teljesített. A háború után őrizetbe vették, egy évvel később pedig olyan vád alá helyezték, hogy egy kollégájával a Gestapo kezére adta az antifasiszta ellenállásban részt vevő színésztársait és újságírókat, akik többsége ebbe belepusztult. Az is a vádpontok között szerepelt, hogy fellépett az Ártatlanok? című antiszemita drámában is. Négy évig (valószínűleg) börtönbüntetését töltötte.
1950-től a Pécsi Nemzeti Színház tagja volt, 1954-től a győri Kisfaludy Színházban és a Miskolci Nemzeti Színházban szerepelt. A Pest megyei Petőfi Színházban 1958–1960 között játszott, majd az Állami Déryné Színház szerződtette. 1935–1943 között számos magyar filmben játszott, emlékezetes szerepe az 1943-as Majális című produkcióban Csetey Laci. 1966-ban kapott két évtizedes szilencium után újra filmszerepet a Büdösvíz, 1970-ben pedig a Gyula vitéz télen-nyáron című magyar filmekben.

### Magánélete
Felesége Egervári Klára színésznő volt, akitől később elvált. Lányuk Mézes Violetta színésznő.

## Válogatott színházi szerepei
- Jókai Mór: A szerelem bolondjai – Katzenbuckel
- Molnár Ferenc: A doktor úr – Csató
- Molnár Ferenc: Liliom – Ficsúr
- Ártatlanok?

## Filmszerepei
- Elnökkisasszony (1935) – ifj. Török István
- Légy jó mindhalálig (1936) – Böszörményi, diák
- A titokzatos idegen (1936) – Kázméry Karcsi
- Mai lányok (1937) – asztalosinas
- Cifra nyomorúság (1938) – Feliczy Tibi
- Varjú a toronyórán (1938) – parasztfiú
- Pepita kabát (1940) – boy
- Beáta és az ördög (1940) – triciklis fiú
- Gyurkovics fiúk (1940–41) – Gyurkovics Sándor
- Európa nem válaszol (1941) – újságíró
- Egy éjszaka Erdélyben (1941)
- Magdolna (1941) – Bobby, Jolanda későbbi szeretője
- Dr. Kovács István (1941) – Tatár Tibor
- A szűz és a gödölye (1941) – Vidra György, Sándorka barátja
- Varázsos vizek városa (1941, rövid) – étteremi vendég
- Egy asszony visszanéz (1941–42) – Faludy Gábor
- Kadettszerelem (1942) – Havlicska Vencel
- Egér a palotában (1942) – Szomorú Pubi
- Majális (1943) – Csetey László
- Boldog idők (1943) – Robi
- Nászinduló (1943) – Dósa Álmos
- Az utolsó vakáció (1944, nem valósult meg)
- Büdösvíz (1966)
- Gyula vitéz télen-nyáron (1970)

## Fordítás
- Ez a szócikk részben vagy egészben  a   Tibor Puskás című eszperantó Wikipédia-szócikk fordításán alapul.  Az eredeti cikk szerkesztőit annak laptörténete sorolja fel. Ez a jelzés csupán a megfogalmazás eredetét és a szerzői jogokat jelzi, nem szolgál a cikkben szereplő információk forrásmegjelöléseként.